# Кокс, Джордж (футболист)
Джордж Фредерик Кокс (англ. George Frederick Cox; род. 14 января 1998, Уэртинг, Юго-Восточная Англия) — английский футболист, защитник клуба «Суиндон Таун».

## Клубная карьера
Кокс — воспитанник клуба «Брайтон энд Хоув Альбион». Зимой 2019 года Джордж на правах полугодовой аренды стал игроком «Нортгемптон Таун». 12 января в матче против «Карлайл Юнайтед» он дебютировал в английской Лиге 2.
В сентябре 2019 года Кокс на правах аренды стал игроком нидерландской «Фортуны». 15 сентября в матче против «Твенте» он дебютировал в Эредивизи. 6 марта 2020 года в поединке против «ПЕК Зволле» Кокс забил свой первый гол в составе «Фортуны». По окончании аренды, клуб активировал опцию выкупа.
В сентябре 2023 года, Кокс стал игроком клуба «Волендам». 21 октября в матче против «Валвейка» он дебютировал за новый клуб.